# Eleições parlamentares europeias de 1984 (Dinamarca)
As eleições parlamentares europeias de 1984 na Dinamarca e na Gronelândia, realizadas a 17 de Junho, serviram para eleger os 16 deputados do país para o Parlamento Europeu.

## Resultados Nacionais

### Dinamarca
| Partido                 | Partido                        | Votos     | %               | +/-  | Deputados | +/-     |
| ----------------------- | ------------------------------ | --------- | --------------- | ---- | --------- | ------- |
|                         | Partido Popular Conservador    | 414 177   | 20,69 / 100,00  | 6,71 | 4 / 15    | 2       |
|                         | Movimento Popular contra a CEE | 413 808   | 20,67 / 100,00  | 0,18 | 4 / 15    | Estável |
|                         | Partido Social-Democrata       | 387 098   | 19,34 / 100,00  | 2,46 | 3 / 15    | Estável |
|                         | Partido Liberal                | 248 397   | 12,41 / 100,00  | 2,00 | 2 / 15    | 1       |
|                         | Partido Popular Socialista     | 183 580   | 9,17 / 100,00   | 4,50 | 1 / 15    | Estável |
|                         | Democratas de Centro           | 131 984   | 6,59 / 100,00   | 0,45 | 1 / 15    | Estável |
|                         | Partido do Progresso           | 68 747    | 3,43 / 100,00   | 2,31 | 0 / 15    | Estável |
|                         | Partido Popular Cristão        | 54 624    | 2,73 / 100,00   | 0,96 | 0 / 15    | Estável |
|                         | Partido Social-Liberal         | 32 560    | 1,63 / 100,00   | 1,62 | 0 / 15    | Estável |
|                         | Socialistas de Esquerda        | 25 305    | 1,26 / 100,00   | 2,12 | 0 / 15    | Estável |
| Votos Inválidos         | Votos Inválidos                | 14 966    | 0,74 / 100,00   | 1,33 |           |         |
| Total                   | Total                          | 2 016 872 | 100,00 / 100,00 |      | 15 / 15   |         |
| Eleitorado/Participação | Eleitorado/Participação        | 3 878 600 | 52,00 / 100,00  | 4,29 |           |         |

### Gronelândia
| Partido                 | Partido                 | Votos  | %               | +/-  | Deputados | +/-     |
| ----------------------- | ----------------------- | ------ | --------------- | ---- | --------- | ------- |
|                         | Avante                  | 7 364  | 63,50 / 100,00  | 8,20 | 1 / 1     | Estável |
|                         | Partido Unionista       | 4 241  | 36,50 / 100,00  | 8,20 | 0 / 1     | Estável |
| Votos Inválidos         | Votos Inválidos         | 747    | 6,00 / 100,00   | 0,80 |           |         |
| Total                   | Total                   | 12 352 | 100,00 / 100,00 |      | 1 / 1     |         |
| Eleitorado/Participação | Eleitorado/Participação | 34 653 | 35,60 / 100,00  | 2,10 |           |         |